# Fredrik Herman Höijer
Fredrik Herman Hoyer von Hoyerswörth (på svenska: Höijer), född 4 januari 1621 i Oldenswort, Schleswig-Holstein, död 12 januari 1698 i Ladugårdslands församling, Stockholm, var en tysk-svensk adelsman, skulptör, kopparstickare, ålderstyrman, astronom och matematiker. Höijer har beskrivits med orden: ”Hans lärdom och genialitet var obestridliga – hans uppträdande kunde vara mycket obehärskat.” Han var son till poeten Anna Ovena Hoyer.

## Biografi
Fredrik Herman Höijer föddes på Hoyerswort i Oldenswort, i nuvarande Tyskland. Som elvaåring flyttade han tillsammans med sina syskon och sin mor Anna Ovena Hoyer till Sverige, där de omhuldades av drottning Maria Eleonora.
Höijer började sin karriär som bildhuggare hos Marcus Hebel och bistod Hebel i hans arbeten vid Tyska kyrkan i Stockholm och Jacobsdals slott. Åren 1653–1655 arbetade Höijer med kopparstick hos bröderna Momma vid Larsbo bruk i Dalarna och 1656 i Amsterdam. Han har signerat flera gravstenar vid Säters kyrka och Söderbärke kyrka och även skrivit en julvisa.
1660 gick Höijer med i svenska flottan med graden fänrik. Han blev Sveriges förste kände navigationslärare år 1662, som ålderstyrman (lotschef) vid amiralitetet i Stockholm fram till 1680. Han fick senare även understöd av Stockholms stad och utarbetade en lärobok i navigation; den blev dock aldrig tryckt. Höijer fick kaptens lön och blev utnämnd till kunglig astronom vid svenska hovet. Han var även statsmatematikus (statsmatematiker).
Höijer ägde fastigheten kvarteret Styrmannen 22 i hörnet Riddargatan – Grev Magnigatan i Stockholm.

## Familj
Fredrik Herman Höijer tillhörde den holsteinska adelsätten Hoyer von Hoyerswörth. Han var son till fogden i Eiderstedt Herman Hoyer (1571–1622) och skalden Anna Ovena Hoyer (1584–1655). Hans farfars far Herman Hoyer (1477–1540) var en dansk överste som adlades av hertig Fredrik av Danmark. Hans gudmor var änkedrottning Sofia av Mecklenburg. Höijer gifte sig 24 februari 1663 i Tyska församlingen i Stockholm med Gertrud Schultz. Paret fick nio barn.